# Hammarby Futsal

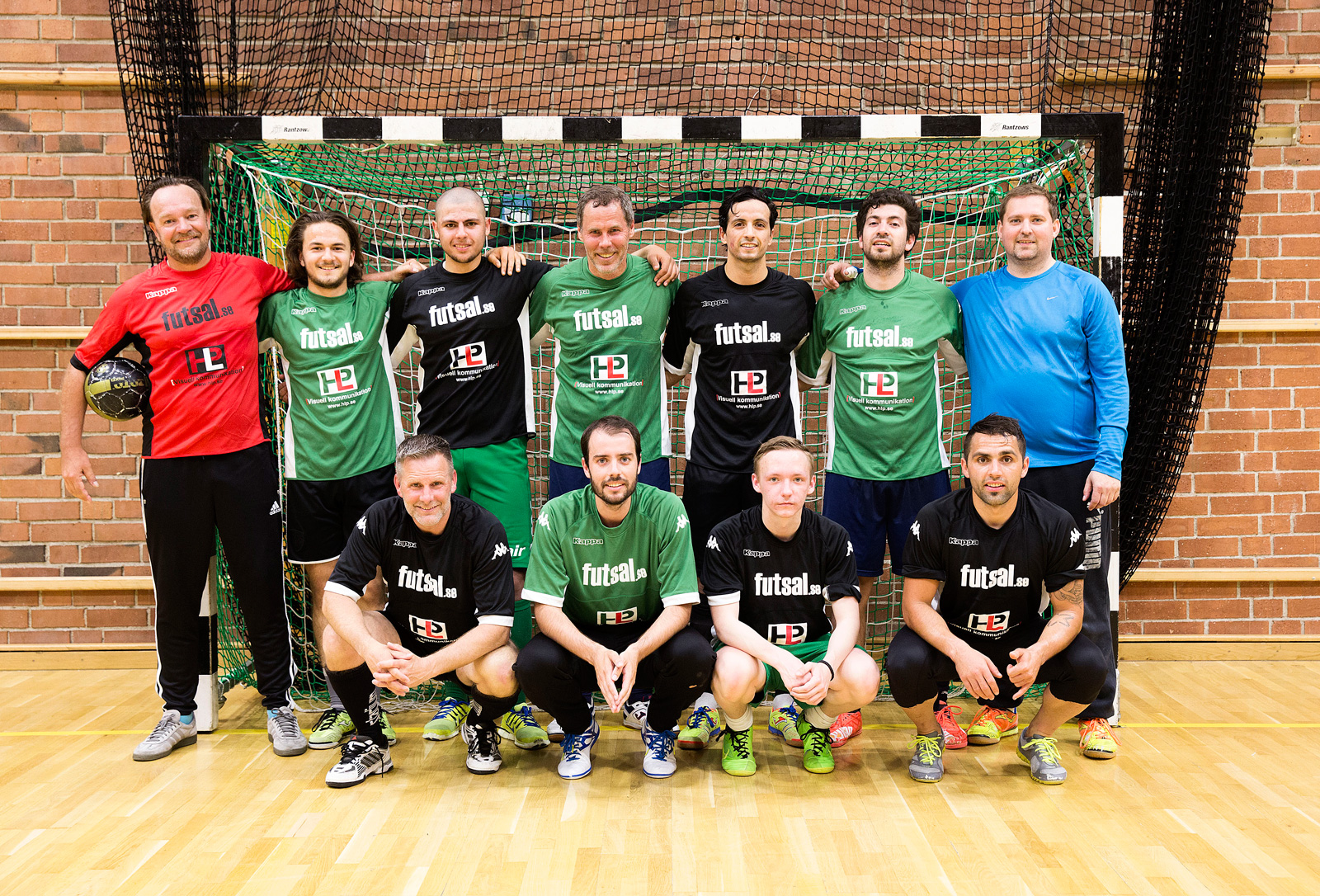
Hammarby futsals första träning våren 2016

Hammarby Futsal är en sektion inom Hammarby IF Fotbollsförening som grundades 2 mars 2016
Inom Hammarby Futsal bedrivs futsal för barn, ungdomar och vuxna. Verksamheten ligger under Hammarby IF FF styrelse, som är strategisk ansvariga för verksamheten, den operativa verksamheten ligger på Hammarby IF FF kansli där föreningschefen är ytterst ansvarig. Hammarby Futsals målsättning är att delta i samtliga ungdomsserier som finns tillgängliga i Stockholm samt att bedriva en seniorverksamhet på högsta möjliga nivå med målet att på herrsidan spela Champions League 2020 och att etablera sig i toppen av svensk futsal. Syftet med seniorverksamheten är bland annat att marknadsföra sporten futsal. Detta för att futsalen ska bli en mer etablerad idrott, så att barn och ungdomsspelare får bättre förutsättningar att bedriva sin futsalverksamhet.

## Historik
- Säsongen 2016-2017 vann seniorlaget div 1 och gick upp i högsta divisionen - SFL.
- Säsongen 2017-2018 kom seniorlaget åtta i SFL
- Säsongen 2018-2019 kom herrseniorlaget tvåa i SFL och vann SM-silver
- Säsongen 2019-2020 vann herrseniorlaget SFL och tog sitt första SM-guld. Man besegrade IFK Göteborg i finalen med 2-1.
- Säsongen 2020-2021 försvarade herrseniorlaget sin svenska mästartitel i SFL och tog sitt andra raka SM-guld. Detta genom att besegra Örebro SK i finalen med 5-4 på straffar efter full tid och förlängning som slutade 6-6.
- Säsongen 2021-2022 gick damlaget upp i RFL och herrlaget slutade på en tredje plats i grundserien och nådde en semifinalplats. Där blev det förlust mot IFK Uddevalla med totalt 6-3 efter två möten.